# Antoine-Claude Fleury
Pour les articles homonymes, voir Fleury.
Antoine-Claude Fleury (ca 1774- Paris, 8 janvier 1824), peintre du baroque et du classicisme, miniaturiste et aquarelliste français. Il est le fils d'Antoine Fleury, maître tailleur né vers 1743 au Tremblay-le-Vicomte en Eure-et-Loir et mort à Paris le 6 décembre 1808, et de Marie Charlotte Degout.
Antoine-Claude Fleury fut l'élève de Jean-Baptiste Regnault. 
Il peint des sujets inspirés de l'antiquité ou de la mythologie gréco-latine. Sa composition et son dessin primait sur la couleur mettant en valeur les sens. 
Marié en l'église Saint-Roch à Paris le 29 août 1803 avec Louise Marguerite Angebert (ca 1779-1853), il est le père du peintre paysagiste François Antoine Léon Fleury (1804-1858) qu'il forma dans son atelier. 
Fleury meurt à Paris rue du Petit-Bourbon-Saint-Sulpice, le 8 janvier 1824 à l'âge de 49 ans.

## Œuvres
Aquarelle
- La mort visitant un moine agenouillé (lavis sépia sur papier blanc)

Peinture
- 1797 : Atala au Tombeau 1797
- 1801 : Portrait de jeune garçon à la boucle d'oreille(1801)
- 1810 : Cornélie, mère des Gracques (1810)

- Sans date : Vertumne et Pomone (Le dieu des jardins, Vertumne, est amoureux de la belle Pomone qui résiste à tout galant

Miniature
- 1790 : Une jeune femme, assise dans un paysage boisé
- 1812 : Miss Salisbury (1812)
- 1818 : Général Baron Thouvenot (1757-1817)
- 1819 : Femme vêtue d'une robe blanche
- Sans date : Deux jeunes amants devant un tombeau
- Sans date : Les amants devant un tombeau antique
- Sans date : Portrait officier anglais
- Sans date : Portrait d'une dame (Buste)